# Aiello Calabro
Aiello Calabro és un municipi italià, dins de la província de Cosenza, que limita amb els municipis de Cleto, Grimaldi, Lago, Martirano, Martirano Lombardo, San Pietro in Amantea i Serra d'Aiello.

## Evolució demogràfica
| Població censada al municipi d'Aiello Calabro | Població censada al municipi d'Aiello Calabro | Població censada al municipi d'Aiello Calabro |
| --------------------------------------------- | --------------------------------------------- | --------------------------------------------- |
|                                               |                                               |                                               |
| Notes:                                        | Elaboració gràfica per part de la Viquipèdia  |                                               |
|                                               | Font: ISTAT (Institut Nacional d'Estadística) |                                               |